# 1951 год в спорте
Список 1951 год в спорте описывает спортивные события, произошедшие в 1951 году.

## СССР
- Чемпионат СССР по боксу 1951;
- Чемпионат СССР по классической борьбе 1951;
- Чемпионат СССР по самбо 1951;
- Чемпионат СССР по шахматам 1951;
- Чемпионат СССР по баскетболу среди женщин 1951;
- Чемпионат СССР по баскетболу среди мужчин 1951;
- Чемпионат СССР по волейболу среди женщин 1951;
- Чемпионат СССР по волейболу среди мужчин 1951;
- Чемпионат СССР по лёгкой атлетике 1951;
- Чемпионат СССР по русским шашкам 1951;
- Чемпионат СССР по хоккею с мячом 1951;
- Первенство СССР между командами союзных республик по шахматам 1951.

### Футбол
- Чемпионат СССР по футболу 1951;
- Кубок СССР по футболу 1951;
- Созданы футбольные клубы:
  - «Орша»;
  - «Подолье» (Хмельницкий);
  - ТФМК (Таллин);
  - «Химик» (Красноперекопск).

### Хоккей
- Чемпионат СССР по хоккею с шайбой 1950/1951;
- Чемпионат СССР по хоккею с шайбой 1951/1952;
- Кубок СССР по хоккею с шайбой 1951;

## Международные события
- Средиземноморские игры 1951;
- Чемпионат Европы по баскетболу 1951;
- Чемпионат Европы по волейболу среди женщин 1951;
- Чемпионат Европы по волейболу среди мужчин 1951;
- Чемпионат Европы по фигурному катанию 1951;
- Чемпионат мира по конькобежному спорту в классическом многоборье 1951;
- Чемпионат мира по конькобежному спорту в классическом многоборье среди женщин 1951;
- Чемпионат мира по фигурному катанию 1951;
- Чемпионат мира по хоккею с шайбой 1951;
- Матч за звание чемпиона мира по шахматам 1951
- Создана Международная федерация дзюдо

## Персоналии

### Родились
- 23 мая — Александр Никифорович Воронин, советский тяжелоатлет, олимпийский чемпион, двукратный чемпион мира († 1992).
- 08 октября — Тимо Салонен, финский автогонщик, чемпион мира по ралли 1985 года.

### Скончались
- 28 сентября — Карл Андерсен, норвежский гимнаст и легкоатлет, двукратный призёр летних Олимпийских игр (род. 1876).
- 29 октября — Леонард Тримир, британский легкоатлет, бронзовый призёр летних Олимпийских игр (род. 1874).
- 21 декабря — Эрни Коллетт, канадский профессиональный хоккеист, чемпион I зимних Олимпийских игр (род. 1895).